# Jaan Ross

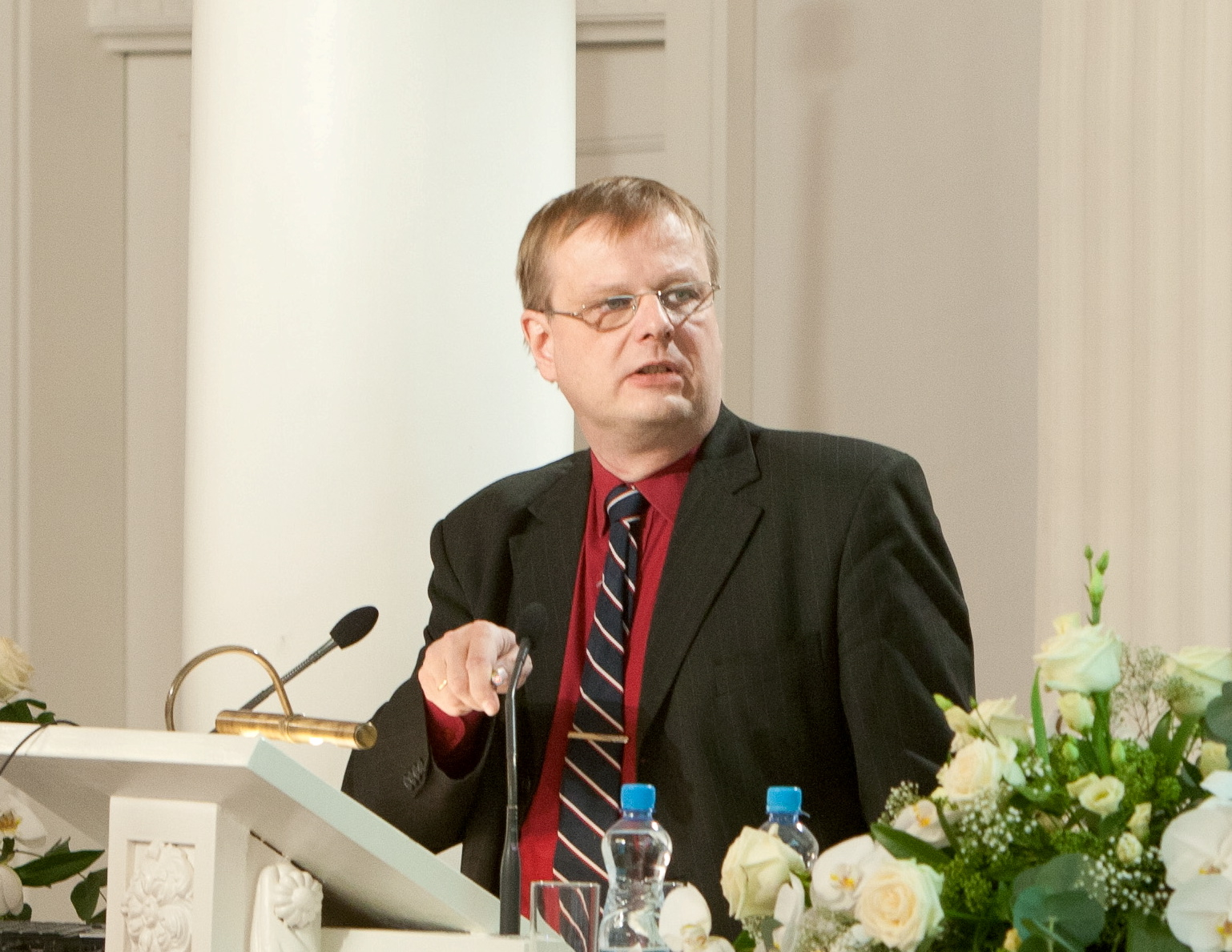
Jaan Ross 2010

Jaan Ross (* 5. April 1957 in Tartu) ist ein estnischer Musikwissenschaftler und Psychologe.

## Leben und Werk
Jaan Ross besuchte die Kindermusikschule in Tartu, die er 1972 mit der Spezialisierung in Klavier abschloss. Anschließend besuchte er das Musikgymnasium in Tallinn, wo er 1975 Abitur machte. Es folgte ein Studium an der Estnischen Musik- und Theaterakademie, das 1980 „cum laude“ in Musikwissenschaft abgeschlossen wurde. Seine weiteren wissenschaftlichen Stationen waren die Litauische Musik- und Theaterakademie in Vilnius, wo er 1988 „Kandidat der Wissenschaften“ wurde, und die Åbo Akademi in Turku, wo er 1992 den Doktor-Titel erwarb.
In seinem beruflichen Leben war Ross von 1993 bis 1996 Wissenschaftler am Institut für Estnische Sprache in Tallinn und danach Dekan und Lehrstuhlleiter in verschiedenen Bereichen der Universität Tartu. Parallel dazu ist er seit 1995 Professor an der Estnischen Musik- und Theaterakademie. 2003 wurde er zum Mitglied der Estnischen Akademie der Wissenschaften gewählt. Außerdem übersetzt Ross aus dem Russischen.
Jaan Ross ist verheiratet mit der estnischen Sprachwissenschaftlerin und Übersetzerin Kristiina Ross. Ihre gemeinsame Tochter Johanna Ross ist ebenfalls Literaturwissenschaftlerin und Übersetzerin.

## Auszeichnungen
- 2001 Musikpreis des Estnischen Kulturkapitals
- 2001 Orden des weißen Sterns, IV. Klasse

## Bibliografie (Auswahl)
- Studies on pitch, timbre and timing of complex auditory events. Tallinn: Tallinna Tehnikaülikool 1992. 118 S.
- (gemeinsam mit Ilse Lehiste): The temporal structure of Estonian runic songs. Berlin, New York: Mouton de Gruyter 2001. ix + 205 S.
- Kaksteist loengut muusikapsühholoogiast. Tartu: Tartu Ülikooli Kirjastus 2007. 189 S.
- Encapsulated voices: Estonian sound recordings from the German Prisoner-of-War camps in 1916–1918. Köln [etc.]: Böhlau 2012. 197 S.